# Golondrinas (Cali)
Golondrinas es un corregimiento en el norte del distrito de Santiago de Cali. Limita al sur y oriente con la cabecera municipal, al occidente con los corregimientos Montebello, La Castilla y La Paz, y al norte con el municipio de Yumbo. Su nombre se debe a que en el sector conocido como Salto de Golondrinas se veía abundancia de golondrinas.

## División territorial
El corregimiento de Golondrinas está compuesto por su centro poblado cabecera (la cual le da el nombre al corregimiento) y las veredas:
- El Filo
- La María
- La Fragua

Además, de los sectores de Tres Cruces Alto y Tres Cruces Bajo.